# Porozumienie białowieskie

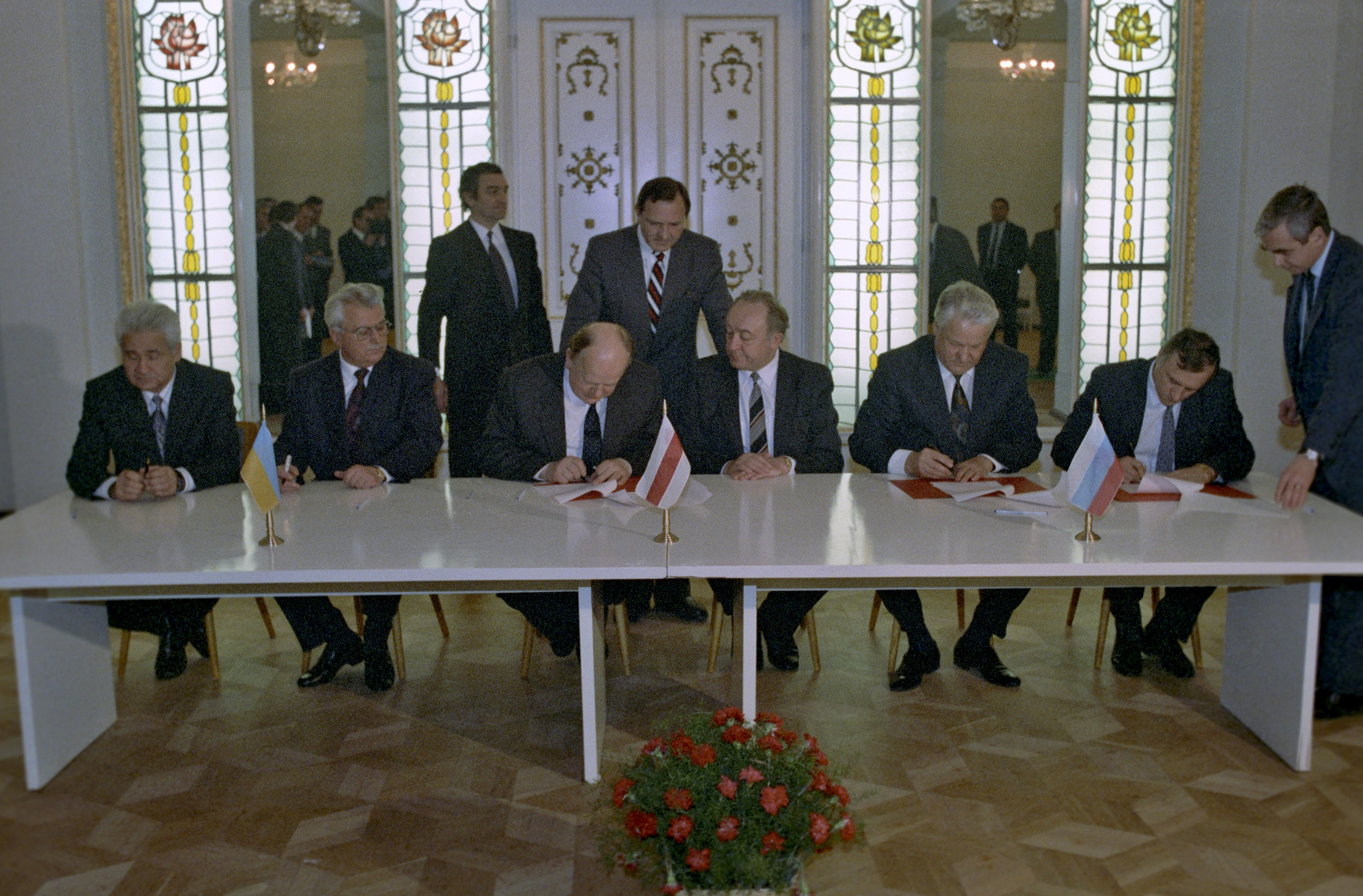
Podpisywanie porozumienia w Wiskulach, 8 grudnia 1991

Porozumienie białowieskie, także: Porozumienie o utworzeniu Wspólnoty Niepodległych Państw – międzynarodowa umowa dotycząca utworzenia Wspólnoty Niepodległych Państw, zawarta przez przewodniczącego Rady Najwyższej Białorusi oraz prezydentów Rosji i Ukrainy 8 grudnia 1991 na spotkaniu w Wiskulach (w białoruskiej części Puszczy Białowieskiej).

## Historia
W 1991 Związek Socjalistycznych Republik Radzieckich znajdował się w dramatycznie głębokim kryzysie ekonomicznym. 24 sierpnia 1991 deklarację niepodległości uchwaliła Rada Najwyższa Ukraińskiej Socjalistycznej Republiki Radzieckiej, a 25 sierpnia 1991 Rada Najwyższa Białoruskiej Socjalistycznej Republiki Radzieckiej. Będący liderem obozu demokratycznego prezydent Rosyjskiej Socjalistycznej Federacyjnej Republiki Radzieckiej Borys Jelcyn toczył z prezydentem Związku Radzieckiego Michaiłem Gorbaczowem nieformalną walkę o Kreml, dążąc do demontażu konającego Związku Radzieckiego. Ponieważ Jelcyn nie mógł formalnie usunąć urzędującego prezydenta, postanowił zlikwidować państwo, któremu ten prezydent przewodził.
Nie mogąc dojść do porozumienia z Gorbaczowem i władzami centralnymi ZSRR, przywódcy: Białorusi, Rosji i Ukrainy (trzech najważniejszych republik związkowych) spotkali się w dniach 7–8 grudnia 1991 w domku myśliwskim w Wiskulach. Spotkanie zostało zorganizowane, by omówić dostawy gazu oraz ropy naftowej na Białoruś i Ukrainę. Szybko okazało się jednak, że sprawy gospodarcze stały się drugorzędne, a najważniejsze były sprawy polityczne. Jelcyn stwierdził, że nic nie może zrobić w sprawie dostaw surowców, ponieważ o wszystkim formalnie decydował Gorbaczow.
Zawarty traktat głosił, że Związek Socjalistycznych Republik Radzieckich jako podmiot prawa międzynarodowego i byt geopolityczny przestał istnieć, a na jego miejsce suwerenne państwa powołują Wspólnotę Niepodległych Państw. Porozumienie podpisali ze strony Rosji Borys Jelcyn, ze strony Białorusi Stanisłau Szuszkiewicz, zaś ze strony Ukrainy Łeonid Krawczuk, przy wsparciu doradców i ekspertów. W świetle obowiązującego prawa porozumienie było nielegalne. Gorbaczow protestował: „O losie wielonarodowego państwa nie mogą decydować trzy republiki”, jednak bezskutecznie. Wspólnota, z siedzibą w Mińsku, miała wiązać niepodległe republiki oraz pomóc w uporządkowaniu sytuacji po rozpadzie imperium sowieckiego. Następnie trzej przywódcy zadbali o ratyfikowanie porozumienia białowieskiego przez parlamenty narodowe, co nastąpiło 10 grudnia – Ukraina, 11 grudnia – Białoruś, 12 grudnia – Rosja. 13 grudnia akces do WNP zgłosiły republiki azjatyckie ZSRR: Kazachstan, Kirgistan, Tadżykistan, Turkmenistan i Uzbekistan. 21 grudnia na konferencji w kazachskiej Ałma-Acie podpisano specjalny protokół dotyczący celów i zasad Wspólnoty Niepodległych Państw. Wówczas do wspólnoty przystąpiły jeszcze Armenia, Azerbejdżan i Mołdawia. Powstała luźna i dobrowolna organizacja 11 formalnie suwerennych republik. Przyłączenia odmówiły Gruzja (ostatecznie została członkiem WNP w grudniu 1993 roku) oraz kraje bałtyckie: Litwa, Łotwa, Estonia.
Podpisanie układu białowieskiego i przekształcenie ZSRR w WNP uznawane jest za ostateczny upadek imperium radzieckiego na drodze „cywilizowanego rozwodu”, choć nie wiązało się z likwidacją ani nawet redukcją potencjału gospodarczego i militarnego byłego ZSRR. Porozumienie przywódców Ukrainy, Rosji i Białorusi stwierdzające, że Związek "jako podmiot prawa międzynarodowego i rzeczywistość geopolityczna przestaje istnieć" - anulowało faktycznie traktat ustanawiający Związek Socjalistycznych Republik Radzieckich.